# Джон Гудаєр
Джон Гудаєр (англ. John Goodyer, 1592 — 1664) — англійський ботанік.

## Біографія
Джон Гудаєр народився у 1592 році.
Він проявив велику зацікавленість до ботаніки та додав багато рослин до британської флори. Гудаєр мав репутацію видатного травника Англії. Вважається, що Джон Гудаєр ввів топінамбур в англійську кухню. Гудаєр перевів латинську версію роботи Діоскорида De Materia Medica.
Джон Гудаєр помер у 1664 році.

## Почесті
У 1813 році Роберт Броун назвав на честь Джона Гудаєра рід рослин Goodyera.